# James Gelfand
James Gelfand (3 de abril de 1959) es un pianista de jazz canadiense que ha escrito partituras para cine y televisión.
Gelfand nació en Montreal, Quebec, Canadá en una gran familia judía. Es bisnieto de Jacob Pascal, fundador de J. Pascal's Hardware and Furniture. El es casado, con dos hijos.
Comenzó su formación en piano clásico a la edad de cuatro años. Durante su adolescencia, Gelfand divergió hacia el jazz y otros estilos. Actuando y compitiendo en festivales de jazz en América del Norte y Europa, ha ganado varios premios prestigiosos.
Gelfand grabó varios álbumes cruzados que combinan jazz y estilos clásicos. Ha actuado en más de 40 álbumes, con 8 bajo su propio nombre. Durante su carrera anterior, fundó The James Gelfand Trio y The James Gelfand Group.
Con su habilidad para componer en varios estilos como techno, orquestal, folk y jazz, Gelfand comenzó a escribir partituras para cine y televisión. Ha compuesto la música para más de 30 películas y 300 programas de televisión.
- Datos: Q3161101